# 双眼视觉

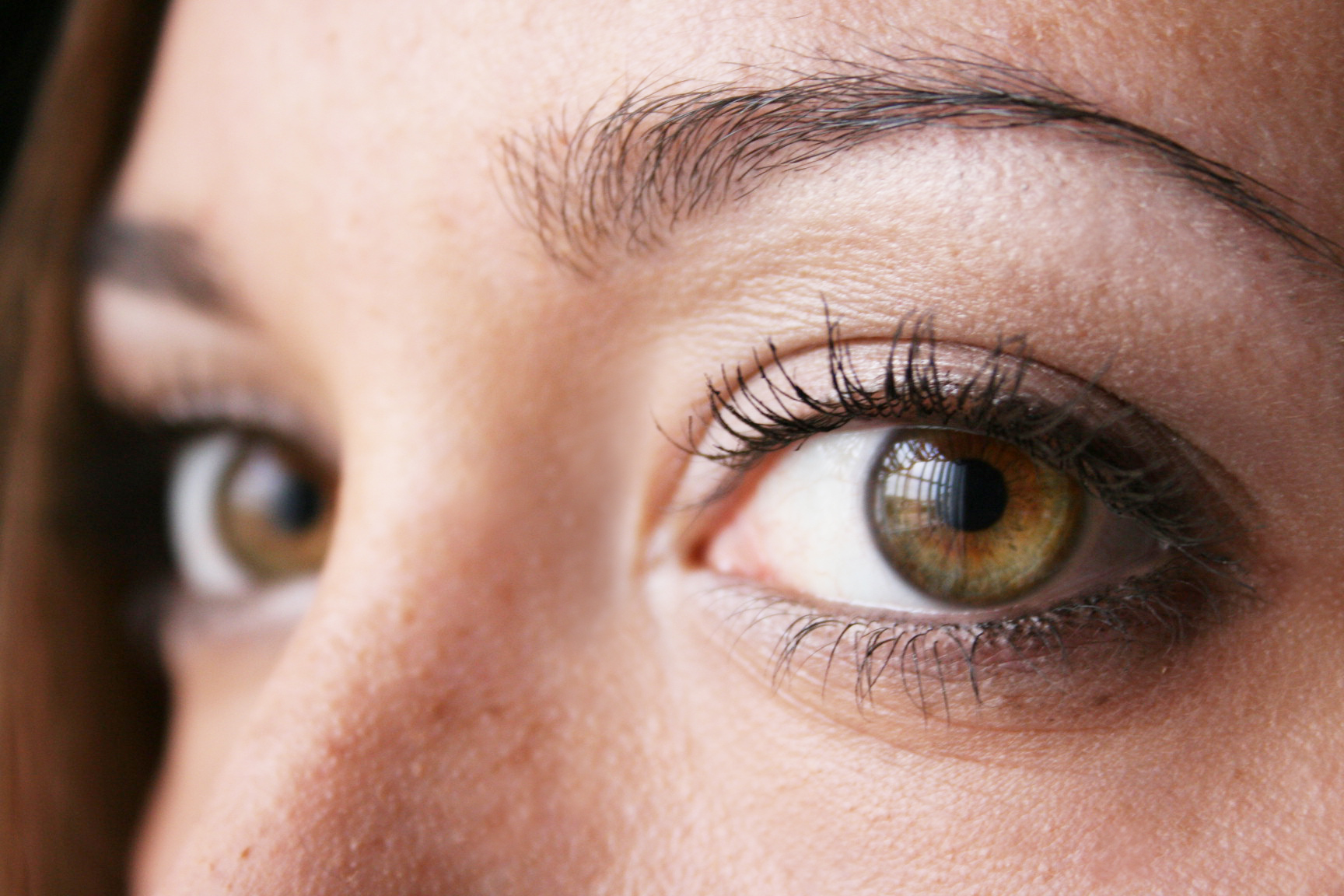
人的两只眼睛。

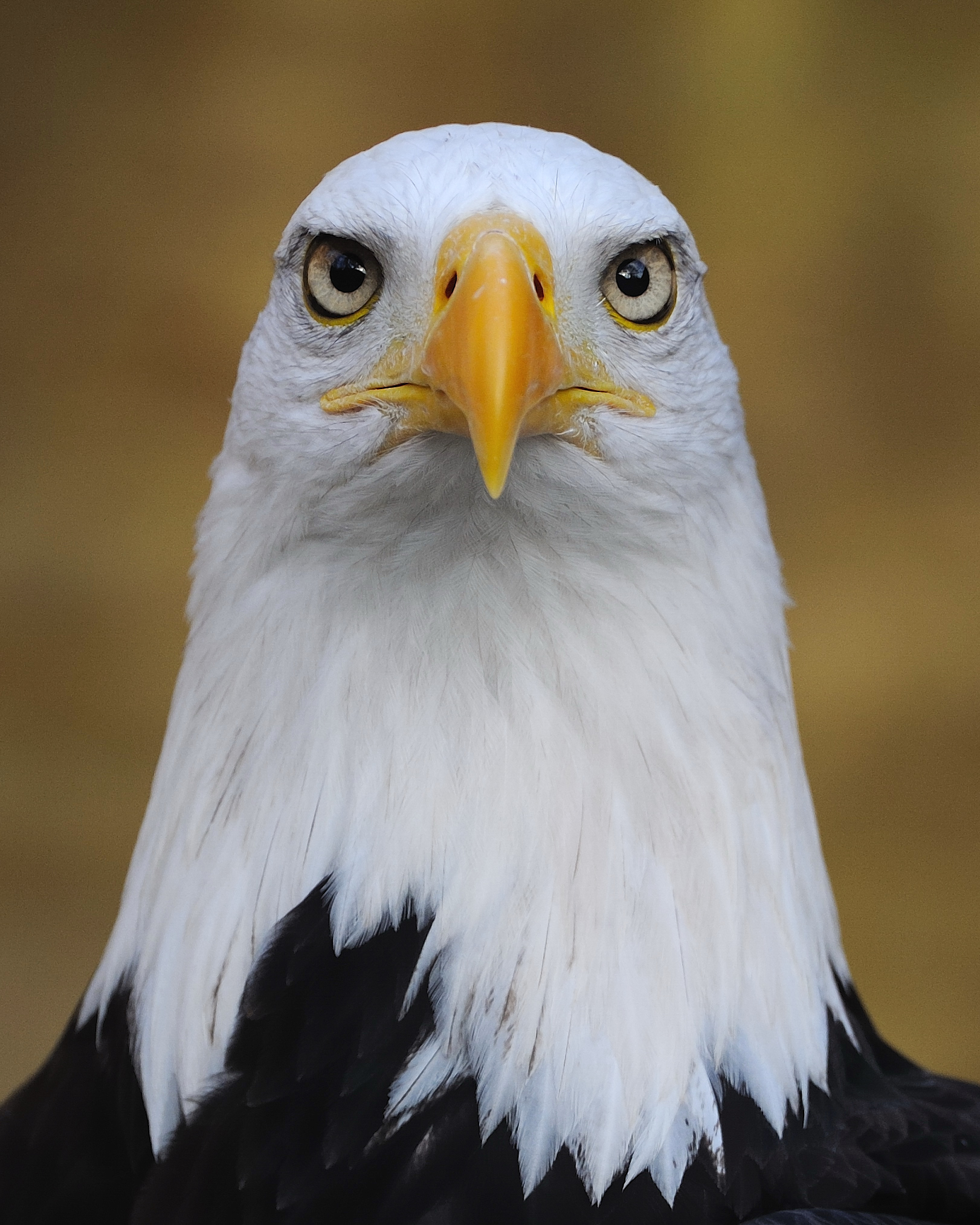
白頭海鵰的眼睛。

双眼视觉（binocular vision）是指两眼能朝同方向且有重叠视野的动物，可感知周围单一三维物像的视觉；由于两眼只看到融合的一个成像，又称双眼单视。英语 binocular 源于拉丁语，bini “双”之义，ocularis “眼的”意思。
双眼视觉的成因为双眼因有瞳距，而在视网膜产生有差别但又基本相似的图像，这种视觉信号传送至大脑之后，大脑将两幅图像之间的差异进行整合，即可判断出眼睛到物体之间的精准距离关系。双眼视觉可分为三个阶段：同时视、融合功能、立体知觉。
与单眼视觉相比，双眼视觉有四个明显的好处：
1. 比一只眼睛多一个备份，减少因损坏影响生存的机率。
2. 视场范围更大。比如说，人们两只眼睛的总视场有近 200 度，中间部分大概有 120 度是双眼视觉区域，两侧各 40 度是单眼视觉区域[4]。
3. 双眼加和作用使得两只眼睛能够相互弥补对方看不清的部分[5]。
4. 双眼视觉形成的视差可以辅助产生精细的深度知觉，进而产生立体视觉[6] 。

双眼视觉伴随着视觉的融合，尽管两只眼睛中的图像稍有差别或可能因视力不同而不相同，但是视觉在融合后可以产生单一的整体感觉。 其他与双眼视觉有关的现象包括utrocular discrimination，优势眼，双眼竞争。如果双眼视觉出了问题，可以寻求视轴矫正师医治。

## 视场和眼动

鸽子（Pigeon）和猫头鹰（鸮，xiao）（Owl）的视野范围比较。

对于被捕食者来说，他们的眼睛通常长在头的两侧，这样他们就能够拥有尽可能宽的视野，比如兔，水牛和羚羊。这些动物的两只眼睛通常能够独立转动，这样可以增加视野范围。某些鸟类，即使保持眼睛不动，也可以实现360度的视野。而捕食者的眼睛通常位于它们头部前方，这样可以产生双眼视觉和立体视觉。比如人，鹰，狼和蛇。然而还有一些捕食者，尤其是某些大型动物，如蓝鲸和虎鲸，它们的眼睛却位于头的两侧。还有些动物并不是严格意义上的捕食者，如果蝠和某些灵长类，它们的眼睛是面向前方的。这些动物通常需要精细的深度视觉来帮助它们提高抓取水果或者树枝的能力。
双眼前视动物的两只眼睛通常是联动的。当两只眼睛水平运动时，英文叫做 version。当两只眼睛朝相反的方向运动时叫做聚散，如果眼睛都朝鼻侧转动，叫做汇聚，如果都朝颞侧转动，叫做发散。还有些动物，比如人（尤其是外斜视患者），还有椋鸟，它们的眼睛既可以将两只眼睛转到两边形成宽广的视野，也可以将两只眼睛汇聚形成立体视觉。一个很显著的例子是变色龙，它们的每只眼睛可以独立的像炮塔一样上下左右自由转动，然而，当它们在捕食的时候，却可以将两只眼睛汇聚到一个物体上形成立体视觉。

## 双眼加和
双眼加和是指双眼一起对某种视觉刺激的反应阈值要低于单只眼睛。主要有两种形式：第一，在试图看清一个模糊信号时，两只眼睛相比一只眼睛由于接收的能量更多，所以具有统计学上的优势。从数学上看，双眼对于单眼的优势差不多相当于根号2，大约1.41倍。第二，视皮层的某些细胞在接受双眼同时输入时，细胞的发放会比分别给予单只眼睛视觉输入时发放的总和还要强。使用双眼比单眼有1.41倍的优势，这种现象还叫做神经加和现象。

## 双眼相互作用
除了双眼加和现象，两只眼睛之间最少还在三个方面存在相互作用：
- 瞳孔直径：射入一只眼睛中的光线会影响到双眼的瞳孔直径。这一点很好检测，在身边找一个朋友，当他的一只眼睛（A）睁着的时候，另外一只眼睛（B）的瞳孔比较小，但是当眼睛（A）闭上的时候，眼睛（B）的瞳孔就会放大。

- 聚焦和辐辏：聚焦是指眼睛的聚焦状态。如果将一只眼睛（A）睁着，闭上另外一只眼睛（B），当用眼睛（A）注视一个近处的物体时，闭上的那只眼睛的聚焦情况和睁开的那只眼睛相同。另外，那只闭上的眼睛（B）还会将其焦点指向眼睛（A）注视的物体。有研究表明，两只眼睛依靠反射弧来实现同步聚焦和辐辏。

- 双眼之间的传递效应 一只眼睛的聚焦状况可以影响另外一只眼睛对光线的适应状况。视觉后效可以从一只眼睛传递到另外一只眼睛。这种传递效应在一定程度上证明了双眼细胞在视皮层的存在。

## 双眼单视
一旦雙眼視野重疊，就會有對同一物體在左右眼的影像產生潛在性的混亂。這可以用兩種方法解決:其中一眼的視覺被壓抑或者是雙眼影像互相融合成一。

## 优势眼
由于每只眼睛都可以向大脑传输一幅图像，因此就有可能将潘农融合区内外的物体排列到一起。有一个检测优势眼的简便方法：将一个水杯（或者其他小物体）放在房间的远处，在一张白纸上掏一个指甲盖大的小孔，将白纸放在眼前约20厘米的位置，透过小孔去看水杯。此时盖上一只眼睛，如果盖上的这只眼睛看不到水杯，就表明这只眼睛是优势眼。通常情况下，人们通常用来瞄准的眼睛就是优势眼。

## 另外参见
- 弱视
- 双眼竞争
- 复视
- 优势眼
- 眼动
- 视场
- 单眼视觉
- 视轴矫正法
- 体视盲
- 立体视觉
- 立体观测
- Strabismus
- 视觉
- 视觉疗法

## 扩展阅读
- Scott B. Steinman, Barbara A. Steinman and Ralph Philip Garzia. (2000). Foundations of Binocular Vision: A Clinical perspective. McGraw-Hill Medical. ISBN 0-8385-2670-5.
- 液晶快门眼镜（英语：LCD shutter glasses）
- Blake, Randolph; Wilson, Hugh. . Vision Research. 2011, 51 (7): 754–770. PMC 3050089 . PMID 20951722. doi:10.1016/j.visres.2010.10.009.
- Steinman, Scott B.; Steinman, Barbara A.; Garzia, Ralph Philip. . McGraw-Hill Medical. 2000. ISBN 0-8385-2670-5.
- Stidwell, David; Fletcher, Robert. . John Wiley & Sons. 2017. ISBN 9781119480334.